# Sarkad
Sarkad je pogranični gradić na samom jugoistoku Mađarske.
Površine je 125,57 km četvornih.

## Zemljopisni položaj
Nalazi se na jugoistoku Mađarske, blizu granice s Rumunjskom. 

## Upravna organizacija
Upravno je sjedište sarkadske mikroregije u Bekeškoj županiji. Poštanski je broj 5720. Manjinsku samoupravu imaju Romi i Rumunji.
1989. je stekao status grada.

## Stanovništvo
2001. je godine u Sarkadu živjelo 10.952 stanovnika, od kojih su većina Mađari, 5,1% je Roma, nešto Rumunja, Nijemaca i Slovaka.